# Batalion Strzelców Podhalańskich

Sztandar batalionu

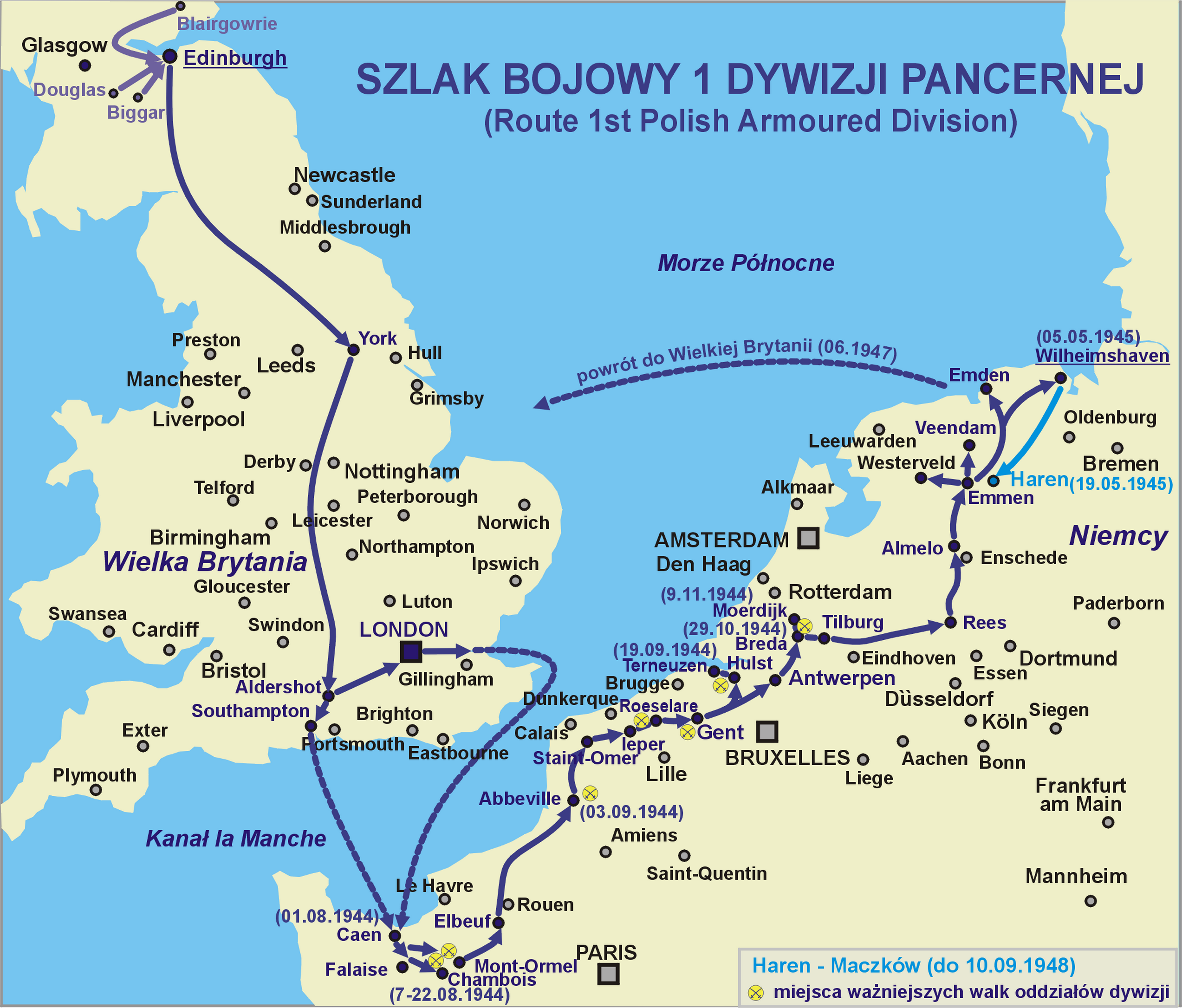
Szlak bojowy batalionu w składzie 1 DPanc

Batalion Strzelców Podhalańskich – pododdział piechoty Polskich Sił Zbrojnych.
Batalion wywodził się z Samodzielnej Brygady Strzelców Podhalańskich, sformowanej 16 lutego 1940 we Francji, która 7 maja 1940 roku wyładowała się w porcie Harstad w Norwegii i wzięła udział w bitwie o Narwik. 14 czerwca 1940 roku Brygada wróciła do Francji i została rozwiązana.

## Historia, formowanie i zmiany organizacyjne
Latem 1940 roku w Wielkiej Brytanii sformowano Batalion Strzelców, który grupując żołnierzy Samodzielnej Brygady Strzelców Podhalańskich, stał się spadkobiercą jej tradycji. Swoje święto batalion obchodził 28 maja, w rocznicę bitwy o Narwik.
Batalion podhalański od lipca do października 1940 roku wchodził w skład 2 Brygady Strzelców I Korpusu Polskiego.
Naczelny Wódz rozkazem nr 5 z 26 sierpnia 1940 ustalił dla oddziału nazwę „6. Batalion Strzelców (Podhalańskich)”, przy czym w oficjalnych pismach i rozkazach bojowych obowiązywała wyłącznie nazwa „6. Batalion Strzelców”.
Z dniem 23 października 1940 dowódca baonu utworzył kompanię dowodzenia w składzie: pluton sztabowy, pluton gospodarczy, pluton łączności, pluton przeciwpancerny, pluton przeciwlotniczy, drużyna pionierska-gazowa i drużyna cyklistów. Pluton sztabowy składał się z drużyny sztabowej, drużyny wewnątrz-sztabowej i drużyny zaopatrzenia.
Na początku listopada z uwagi na powrócenie do nazwy 10 Brygady Kawalerii Pancernej, 1 batalion strzelców podhalańskich wszedł w skład 1 Brygady Strzelców. Jego miejsce z 1 BS do 10 BKPanc. wszedł batalion im. 14 pułku ułanów Jazłowieckich. Z dniem 16 listopada 1940 przy batalionie został utworzony posterunek żandarmerii pod dowództwem wachm. Stefana Szczepanika. Dowódca batalionu przydzielił posterunek pod względem gospodarczym do 3. kompanii.
Od 20 listopada 1940 oddział zaczął używać nazwy „1. Batalion Strzelców Podhalańskich”.
11 lipca 1942 roku do batalionu zostali wcieleni żołnierze z rozformowanego 1 Batalionu CKM. 20 lipca 1942 roku dowódca baonu podporządkował pod względem dyscyplinarnym: poczet dowódcy baonu – adiutantowi, a drużynę sanitarną – lekarzowi batalionu. Następnego dnia dowódca baonu przesunął z kompanii dowodzenia do kompanii karabinów maszynowych samodzielne plutony specjalne (moździerzy, artylerii i przeciwlotniczy) oraz podporządkował je dowódcy kompanii karabinów maszynowych pod względem dyscyplinarnym, gospodarczym i wyszkoleniowym. W kwietniu 1943 roku w związku z przeformowaniem 1 BS na 2 Dywizję Grenadierów (skadrowaną) wyłączono z jej składu batalion strzelców podhalańskich i włączono do 16 Brygady Pancernej w miejsce rozwiązanego 16 batalionu dragonów, którego żołnierze zasilili szeregi Podhalan. Z uwagi na reorganizację 1 Dywizji Pancernej jesienią 1943 roku 16 BPanc została wyłączona ze składu dywizji, a w jej miejsce formowano dla 1 DPanc. od 5 listopada nową 3 Brygadę Strzelców, w skład której włączono 1 batalion strzelców podhalańskich jako etatową jednostkę. W składzie 3 BS batalion brał udział w walkach w północno-zachodniej Europie i pozostał, aż do rozwiązania w 1947 roku.

## Działania bojowe batalionu
Batalion w składzie 3 Brygady Strzelców został przetransportowany z Wielkiej Brytanii do Francji w pierwszych dniach sierpnia 1944 roku. Rozpoczął wyładunek na plaże 2 sierpnia. Do końca dnia w wyznaczonym miejscu biwakowania znalazło się 32 oficerów i 602 żołnierzy. 4 sierpnia batalion był w komplecie.

### Bitwa w Normandii
Ześrodkował się w Magny-en-Bessin skąd 7 i 8 sierpnia w ugrupowaniu 3 Brygady Strzelców wykonał marsz w kierunku frontu. Jako odwód 3 BS nie brał udziału w walkach 8 sierpnia 1944 roku. W dniu 9 sierpnia batalion strzelców podhalańskich wprowadzony do I rzutu brygady o godz.19.30 po przygotowaniu artyleryjskim i uderzeniu powietrznym przeprowadził natarcie na miejscowość Saint Sylvain, którą opanował ok. północy i przyległe farmy w ciężkich walkach Straty batalionu w tym boju to 5 poległych i 22 rannych w tym zastępca dowódcy batalionu mjr S. Kazimierczak. W nocy 9/10 sierpnia batalion został zluzowany przez piechotę szkockiej 51 DP. 10 sierpnia o godz. 19 na przygotowujący się do natarcia na wzg. 111 i 140 batalion strzelców podhalańskich na podstawach wyjściowych za linią obrony 10 pułku dragonów w Estrees-la-Campagne został objęty nawałą ogniową, która zadała duże straty i była przyczyną dezorganizacji. W efekcie natarcie batalionu odwołano. Straty jakie batalion poniósł w dniach 8-12 sierpnia to; 17 poległych, 74 rannych i 14 zaginionych. 14 sierpnia w ramach drugiego etapu bitwy batalion strzelców podhalańskich przygotował się do natarcia w I rzucie 3 BS. Jednak mające wesprzeć natarcie brytyjskie lotnictwo bombowe zbombardowało własne oddziały. W wyniku czego w rzucie tyłowym zniszczeniu uległy liczne pojazdy batalionu, w tym pojazd ze sztandarem batalionu, poległo 11 żołnierzy, a 8 odniosło rany. Ponadto zniszczeniu i dezorganizacji uległy stanowiska artylerii mającej wspierać batalion oraz system łączności. Pomimo tego prowadząca natarcie czołowa kompania bsp osiągnęła wzg. 195. Dalsze natarcie zostało wstrzymane ze względu na brak wsparcia artylerii. Wspierający Podhalan 3 szwadron 24 puł w walce z czołgami i działami samobieżnymi wroga poniósł ciężkie straty. W dniu 15 sierpnia batalion został zluzowany przez piechotę kanadyjską i nocą 15/16 sierpnia przejął przyczółki na rzece Dives w Jort prowadząc walki oczyszczające. 16 i 17 sierpnia batalion podhalański, wzmocniony I dywizjonem samobieżnym 1 pappanc. pozostawał w obronie na przyczółku Jort. 17 sierpnia w godzinach wieczornych batalion zajął wzg. 259 opuszczone przez zgrupowanie "Koszutski". W godzinach porannych 18 sierpnia częścią sił maszerując śladem grupy bojowej „Koszutski” opanował w walce Les Champeaux. Pozostała część batalionu współdziałając z 1 pułkiem pancernym wykonała natarcie na bronione wzg. 258 zdobywając je. Następnie opanowano wzg. 240, po czym zgrupowanie stało się obiektem ataku alianckiego lotnictwa taktycznego. Podhalan i pancerniaków wspierały ogniem 1 i 2 pamot. 19 sierpnia bspodh. bez 2 i 4 kompanii prowadził działania rozpoznawcze i walki obronne na wzg. 240. Natomiast kompanie 2 i 4 będące z grupie bojowej mjr. Stefanowicza wsparte 2 szwadronem 1 pułku oczyszczają wieś Coudehard z piechoty wroga. Następnie poprzez wzg. 239 w ślad za czołgami 1 pułku opanowują północny szczyt wzg. 262. W okresie od 19 do 22 sierpnia batalion prowadził obronę w ciężkich warunkach w całkowitym okrążeniu. W godzinach popołudniowych 19 sierpnia na wzg. 262 dołączyła główna część 1 batalionu strzelców podhalańskich. 21 sierpnia w godzinach wieczornych do stanowisk obrony na wzg. 262 (Maczuga), w tym 1 batalionu strzelców podhalańskich dotarły oddziały kanadyjskiej 4 DPanc. Jednocześnie transportując zaopatrzenie i umożliwiając nawiązanie łączności z zapleczem, ewakuację rannych i jeńców. 23 sierpnia batalion odchodzi na odpoczynek na zaplecze frontu.

### Pościg przez Francję i Belgię
Od dnia 29 sierpnia 1944 roku od godzin wieczornych batalion podjął marsz i pościg w ramach 3 BS. 2 września batalion osiągnął przedmieścia Abbeville w gotowości do współdziałania z 10 psk. Nocą 2/3 września wykorzystując częściowo wysadzoną w powietrze konstrukcję mostu, po jej przystosowaniu do przekroczenia przez kompanie strzeleckie batalion od świtu 3 września przystąpił do walk o opanowanie centrum miasta. Opanował miasto w godzinach południowych wspólnie z 9 batalionem strzelców. 5 września bsp dotarł w ślad za pułkami 10 BKPanc. nad kanał Neuf Fosse w rejonie Blaringhem rozpoznał brzegi i obronę nieprzyjaciela. Nocą 5/6 września poprzez działania pozorujące i maskujące w górnym biegu kanału, w dolnym przy pomocy saperów na pontonach gumowych przeprawiono 3 kompanię Podhalan, która zdobyła przyczółek i wyszła na tyły obrony niemieckiej, zmuszając go do odwrotu. Pod osłoną reszty batalionu saperzy wybudowali most dla przeprawy czołgów. 6 września po południu batalion wziął udział w walkach o zdobycie Ypres, zdobywając miasto o świcie 7 września wraz z całą 3 BS. Wieczorem tego samego dnia bsp wsparł częścią sił 9 bs w ciężkich walkach o Roulers, miasto oczyszczono o świcie 8 września. 9 września batalion strzelców podhalańskich jako czołowy z 3 BS osiągnął Kanał Gandawski, tego i następnego dnia współdziałając z 10 pułkiem dragonów przy wsparciu artylerii dywizji ponawiał kilkakrotnie próby sforsowania kanału. Od 11 września bsp został przydzielony do 10 BKPanc., w jej szykach 14 września 1944 roku zdobył miejscowość Stekene. Nazajutrz batalion Podhalan powraca do macierzystej 3 BS.

### Walki na pograniczu belgijsko-holenderskim
17 września w godzinach porannych batalion strzelców podhalańskich zluzował nad kanałem Axel-Hulst 10 pdrag. po jego klęsce na przyczółku z drugiej stronie kanału. Prowadził działania obronne i akcję patrolową mającą na celu ratowanie grupek i pojedynczych dragonów zza kanału. 18 września o godz. 16 Podhalanie przy silnym wsparciu 2 pamot, ogniem z miejsca 10 psk oraz części IV/1 pappanc sforsowali czołowymi kompaniami kanał i zajęli przyczółek. W godzinach nocnych saperzy rozpoczęli budowę mostu dla czołgów. 19 września bspodh. ze współdziałającymi z nim czołgami 10 psk podjął dalsze natarcie celem poszerzenia przyczółka. Nazajutrz grupa bojowa pod dowództwem płk. Deca z batalionem Podhalan na czele z 2 szwadronem 1 ppanc. II dywizjonem 1 pappanc. ze wsparciem 1 pamot. prowadziła natarcie w kierunku portu Walsoorden Haven i Klosterzande. Od 21 do 27 września batalion na opanowanym w walkach terenie prowadził działania oczyszczające i wypoczywał. 29 września 1944 roku bspodh. wsparty szwadronem strzelców konnych 10 pułku prowadził natarcie w I rzucie 3 BS w kierunku Merxplas. W ciężkich walkach opanował miejscowość Wolfsputten na południe od Merxplas. Nazajutrz 30 września wczesnym rankiem batalion ze wsparciem szwadronu ułanów pancernych podjął dalsze natarcie. W wyniku czołowego uderzenia bspodh. i obejścia linii obrony przez 10 psk od strony wschodniej, przełamał obronę wroga zdobywając w walce wspólnie z 9 bs Merxplas. W godzinach popołudniowych strzelcy podhalańscy zajęli przeprawy opanowane przez 10 psk w kierunku na Zondereigen i Baarle Nassau. 1 października taktyczna grupa bojowa utworzona z Podhalan i 24 puł (bez szwadronu), we współdziałaniu z 10 psk podjęła natarcie w kierunku Zondereigen. Po całodziennych ciężkich walkach miasto zostało zdobyte. W dniu 5 października przy wsparciu artylerii i lotnictwa taktycznego bspodh. współdziałał z 10 psk prowadząc natarcie w kierunku Baarle Bosschoven. Następnie od 6 do 26 października wraz z całą dywizją batalion przeszedł do obrony zajętego terenu. 27 października 1944 r. bspodh. w ugrupowaniu 10 BKPanc. o godz. 8.00 rozpoczął natarcie, o godz. 10 zdobył Alphen-Oosterwijk, biorąc 51 jeńców. Następnie wspólnie z 8 bs oczyszczał lasy na północ od tej miejscowości. 28 października batalion podhalański prowadził natarcie w kierunku Moleenschot-Bolberg, wieczorem zdobył miejscowość Bevel, Lijdonk nawiązując kontakt z 8 bs. 29 października batalion Podhalan ze wsparciem 3 szwadronu pancernego 2 pułku szturmuje Bredę. 30 października batalion oczyszczał z nieprzyjaciela miasto. W celu wsparcia obrony 8 bs na przyczółku rzeki Mark, 31 października w godzinach wieczornych wyznaczona wzmocniona 4 kompania z bspodh. wykonała natarcie na siły nieprzyjaciela oblegające przyczółek. 1 listopada w godzinach popołudniowych obronę rzeki Mark, po ewakuacji przyczółka 8 bs, przejęli strzelcy podhalańscy. W dniu 3 listopada o godz. 6.00 na odcinku 10 BKPanc. batalion Podhalan z IV dywizjonem ppanc. i dwoma plutonami saperów sforsował kanał Mark na wysokości osady Teraalst. Forsowanie odbyło się na łodziach szturmowych i członach przeprawowych. Na 800 metrowym przyczółku skonsolidowano obronę i saperzy rozpoczęli budę mostu. 4 listopada batalion wspólnie z 1 szwadronem ułanów z 24 pułku opanował i oczyścił teren Teraalst i Het Zand. W godzinach popołudniowych grupa bojowa „Complak” to jest bspodh. 1 szwadron 24 puł i IV/1 pappanc. opanowała w walce Helkant. 6 listopada do pierwszego rzutu 3 BS został wprowadzony batalion podhalański wzmocniony dywizjonem IV/1 pappanc (bez baterii), baterią samobieżną ppanc, brytyjskim plutonem czołgów „Crocodile”, po przygotowaniu artyleryjskim przystąpił o godz. 9.30 do natarcia. Zdobył miejscowość Gaete następnie Blauwe Sluis. Dalszy ruch był utrudniony przez liczne zalewy, przeszkody terenowe i zaminowania dróg i przydroży. Czołowymi oddziałami batalion zajął Lage Zwaluwe. Z uwagi na warunki terenowe i zatopienie polderów przez Niemców natarcie zostało zatrzymane na dzień 7 listopada oraz noc 7/8 listopada. Toczono walki patroli i rozpoznawano teren. 8 listopada batalion oczyszczał teren w ślad za czołgami 10 psk, jedna z kompanii batalionu prowadząc natarcie poprzez zalany polder w wodzie do kolan osiągnęła podejścia do mostu kolejowego. W godzinach wieczornych i nocnych batalion wziął udział w trwającym boju o zdobycie miasta Moerdijk. Ostatecznie 9 listopada rano miasto zostało zdobyte i oczyszczone z wroga.

### Obrona i dozorowanie odcinka frontu nad Mozą
Od 9 listopada do 19 grudnia 1944 r. 1 batalion strzelców podhalańskich rotacyjnie dozorował odcinek Mozy. Żołnierze batalionu wypoczywali, przebywali na urlopach, szkoleniach, pozostali pobierali nowy sprzęt i wyposażenie oraz naprawiali niesprawny. Przybywały uzupełnienia żołnierzy (w połowie listopada 233 szeregowych), ponadto grupy kombatantów batalionu uczestniczyli w uroczystościach otrzymując odznaczenia i awanse. W dniu 7 stycznia 1945 roku wydzielona 1 kompania została przydzielona do wsparcia 9 batalionu strzelców w walkach o wyspę Kapelsche Veer. Dalsze działania obronne i dozorowe na placówkach nad Mozą oraz szkoleniowe batalion prowadził do 7 kwietnia 1945 roku.   

### Walki we wschodniej Holandii i w Niemczech
W trakcie marszu 1 DPanc. z rejonu Bredy w kierunku frontu  w dniach 7-9 kwietnia 1945 r. ze składu dywizji został na czele 3 BS maszerował OW nr 2 pod dowództwem ppłk. Complaka. W składzie batalionu strzelców podhalańskich ze wsparciem 2 szwadronu 10 psk i  dywizjonu 2 pamot oraz saperów dywizyjnych. Zadaniem grupy bojowej było uchwycić przedmoście w rejonie Neede-Goor, zbudowanie dogodnych przepraw oraz osłonięcie rozwijającej się dywizji. 9 kwietnia po osiągnięciu przedmościa Podhalanie w godzinach popołudniowych przeprowadzili natarcie i zdobyli miejscowość Nijverdal. Prowadzący natarcie na czele 3 BS bspodh. 11 kwietnia opanował w walce Ter Apel. Z uwagi na zniszczenia dróg i wysadzone mosty i mostki natarcie batalionu posuwało się wolno 12 kwietnia bspodh. z baterią dział samobieżnych zdobył rejon Onstwedde i Tange. 15 kwietnia bspodh. współdziałając z belgijskim batalionem SAS przy wsparciu lotnictwa taktycznego i artylerii zdobył Winschoten. Osiągając wspólnymi patrolami Podhalan i belgijskich spadochroniarzy zatokę Dollart na wschód od Groningen. 17 kwietnia bspodh. zluzował belgijski batalion spadochronowy SAS. 18 kwietnia Podhalanie zostali dyslokowani na odcinek 10 BKPanc. nad Küsten Kanal. 19 kwietnia 3 i 4 kompanie strzeleckie weszły w skład grupy bojowej "Stefanowicz", natomiast bspodh. (bez dwóch kompanii) wszedł w skład grupy bojowej „Konstanty” płk. dypl. A. Grudzińskiego. Kompanie Podhalan z czołgami 1 ppanc. ppłk. Stefanowicza po przeprawie przez most na kanale i przekroczeniu linii 9 bs zdobyli miejscowość Lehe i w walce dotarli do linii rzeki Dever. 20 kwietnia rano kompanie podhalańskie w ramach grupy taktycznej „Stefanowicz” prowadziły natarcie w kierunku Aschendorf, o 13.30 strzelcy podhalańscy szturmem zajęli miejscowość biorąc do niewoli 81 jeńców. W godzinach popołudniowych na prawo od terenów zajętych przez grupę ppłk. Stefanowicza doszło natarcie rozwiniętej grupy „Konstanty” z resztą bsp. Kompania podhalańska z grupy „Konstanty” wraz z 2 szwadronem 24 puł. zdobyła przeprawę przez kanał na podejściach do miasta Papenburg. 21 kwietnia bspodh. wraz ze szwadronem czołgów z 24 puł. i IV/1 pappanc. utworzył taktyczną grupę bojową skierowaną do walki o zdobycie Papenburga. Przeprowadzone o 5.30 22 kwietnia natarcie batalionu podhalańskiego wraz ze wspierającymi oddziałami doprowadziło do zdobycia przepraw na kanale, uchwyceniu mostu i stacji kolejowej w godzinach południowych zdobył ostatecznie miasto. 24 kwietnia 1944 r. bspodh. opanował rejon Bokelesch i zluzował zgrupowanie ppłk Nowaczyńskiego. 25 kwietnia oczyszczał teren na południe od Posthausen. Nazajutrz oczyszczał teren pomiędzy kanałem Hault-Fehn, a Ledą i lasy Bokelesch. 27 kwietnia bspodh. zluzował 10 p drag. na odcinku Posthausen-Stickhausen, otrzymał wsparcie w postaci szwadronu 24 puł. Dnia 28 kwietnia poszerzył przyczółek na Ledzie zdobywając miejscowość Terheiden. 29 kwietnia batalion rozpoznawał patrolami przeprawy na rzece Jumme. 30 kwietnia batalion prowadził rozpoznanie rzeki Jumme, jedną kompanią wsparł 8 bs w oczyszczaniu lasu Bokelesch, Elisabethfehn-Kanal. 1 maja sforsował rzekę Jumme, a następnie 3 i 4 kompaniami zdobył Stickhausen i Detern, nawiązał kontakt ze zgrupowaniem ppłk. Stefanowicza. 2 maja 1945 roku bspodh. zdobył w walce miejscowość Bokel, osiągając brzeg Nord Georgsfehner Kanal. 3 maja Podhalanie opanowali Apen nawiązując kontakt z kanadyjską 4 DPanc, następnie 4 maja prowadzili natarcie w kierunku Westerstede. W związku z kapitulacją wojsk niemieckich o godz. 8.00 dnia 5 maja 1945 działania bojowe wstrzymano.

## Strzelcy podhalańscy po wojnie
5 maja 1945 roku batalion strzelców podhalańskich zajął jako garnizony okupacyjne w składzie grup bojowych: „Kazimierczak” bspodh. (bez dwóch kompanii), szwadron 24 puł. III dywizjon 2 pamot. miejscowości Etzel i Hohemoor, grupa bojowa „Dowbor” 24 puł. (bez szwadronu) z kompanią strzelców podhalańskich wsie Zetel, Bockhorn, grupa bojowa „Eysymont” 1 pappanc. (bez dywizjonu) z kompanią strzelców podhalańskich w Wiesedertfehn. Działania okupacyjne na tym terenie batalion pełnił do 20 maja 1945 roku. Zadaniem jego było oczyszczanie terenu z niedobitków, rozbrajanie osób i terenu z broni i amunicji, wyłapywanie przebranych żołnierzy i funkcjonariuszy hitlerowskich, egzekwowanie zarządzeń i warunków kapitulacji w tym ustalonej godziny policyjnej. W trakcie walk we Francji, Belgii, Holandii i na terenie Niemiec z szeregów batalionu poległo 173 żołnierzy, 477 zostało rannych, a 10 zaginęło. Utracono jako zniszczonych 20 pojazdów gąsienicowych, 1 działo, 4 miotacze ognia i 16 motocykli. Wzięto do niewoli 1696 jeńców. Otrzymano odznaczeń polskich: 27 Krzyży VM Vkl, 297 KW, 104 KZ z M, zagranicznych: 1 DSO, 2 MC, 1 MM, 4 Croix de Guerre i inne.

## Struktura organizacyjna
Struktura organizacyjna w latach 1943-1945
- Kwatera Główna Batalionu Strzelców Podhalańskich
- kompania dowodzenia
- 1 kompania strzelców
- 2 kompania strzelców
- 3 kompania strzelców
- 4 kompania strzelców
- kompania wsparcia

Batalion liczył 821 żołnierzy. Posiadał 10 ckm i 2 miotacze ognia na Carrierach.

## Obsada personalna
Dowódcy batalionu
- płk dypl. Władysław Dec (25 VI 1940 - 12 VII 1941)
- ppłk dypl. Benedykt Chłusewicz (1941 - 1942)
- ppłk piech. Marian Wieroński (16 I[36] - 10 V 1942 → Oddział VI Sztabu NW[37])
- mjr Andrzej Stańczyk (wz. do 31 V 1942)
- ppłk dypl. Wacław Kobyliński (1 VI 1942[38] - 13 X 1943[39])
- p.o. kpt. Adam Będzikowski (13 X - 1 XII 1943[39]) kwatermistrz batalionu II z-ca dowódcy
- kpt. Stefan Kazimierczak (p.o. X - XI 1943)
- ppłk Karol Complak (2 XII 1943 - 10 VI 1947)[40]

Zastępcy dowódcy
- kpt. piech. Rudolf Maria Neuman (p.o. od 16 X 1940[41])
- mjr piech. Andrzej Stańczyk (22 X 1940[42] – 21 VI 1942[43])
- mjr Leopold Krizar (od 21 VII 1942[44])
- mjr Michał Bilik (do 15 IV 1943 → 1 Kompania Przeciwpancerna[45])
- kpt. / mjr Stefan Kazimierczak (13 X 1943 - 9 VIII 1944 i 24 III - 30 VI 1945)

I adiutanci
- kpt. piech. Rudolf Maria Neuman (XII 1939 – 30 IX 1940 → dowódca kompanii ckm[46])
- kpt. dypl. Zenon Starkiewicz (od 20 XI 1940)
- oficer broni – kpt. Adam Bobiński (od 26 X 1940[47])

Dowódcy kompanii dowodzenia
- kpt. Leon Pacek (od 22 X 1940[42])
- por. Edward Bednarski (do +14 VIII 1944[13])

Dowódcy 1 kompanii strzelców
- por. Stefan Paczyński (p.o. do X 1940[48])
- kpt. Wacław Nowacki (od 24 X 1940[49])
- por. Władysław Sino-vel Misiewicz (do +9 IX 1944[50])
- ppor./por. Konstanty Grad (ranny 30 IX 1944[50][51])
- ppor./por. Adam Zawadzki[51]

Zastępcy dowódcy 1 kompanii
- kpt. Edward Lasota (od 24 X 1940[52])

Dowódcy 2 kompanii strzelców
- por. Jerzy Wróblewski (ranny 9 VIII 1944)
- ppor./por. Jan Suchecki (do +16 VIII 1944[53])
- por. Michał Bochniewicz (do +18 VIII 1944[53][54])
- ppor. Stanisław Romanek(ranny 19 IX 1944[54][55]
- cz.p.o. sierż. Bogdanowicz(19 IX 1944)[55]
- por. Aleksander Kapis (ranny 29 X 1944[55][56])
- p.o. ppor. Rago[56]
- por. Aleksander Kapis (ranny 30 IV 1945[57])

Zastępcy dowódcy 2 kompanii
- kpt. Bolesław Kudelski (od 24 X 1940[52])

Dowódcy 3 kompania strzelców
- kpt. Feliks Sitny (do 15 IV 1943 → 1 Kompania Przeciwpancerna)
- kpt. Wojciech Rower
- por. Jerzy Zagórski

Dowódcy 4 kompanii strzelców
- por./kpt. Stanisław Tkacz

Dowódcy kompanii wsparcia
- por. Jerzy Zagórski

## Sztandar i odznaki
Sztandar został ufundowany przez miasto Hulst i wręczony batalionowi 24 czerwca 1945.
Strona lewa: 
Na tarczach: herb Norwegii, herb miasta Stekene i herb miasta Hulst. Jedno miejsce pozostawiono na herb miasta St. Sylvain. Na czerwonym tle nazwy miejsc walk batalionu.
Poprzednio batalion, będąc spadkobiercą tradycji 1 Samodzielnej Brygady Strzelców Podhalańskich, używał sztandaru Brygady. Sztandar ten, odznaczony został 21 lipca 1940 przez Naczelnego Wodza, gen. Władysława Sikorskiego, orderem Virtuti Militari. Spłonął on jednak wskutek bombardowania lotniczego w czasie walk w Normandii w sierpniu 1944.
Obecnie "nowy" sztandar eksponowany jest w Instytucie Polskim i Muzeum im. gen. Sikorskiego w Londynie.
Odznaka batalionowa
Zatwierdzona w Dzienniku Rozkazów Szefa Sztabu Głównego nr 1, poz, 4 z 14 lutego 1946.
Dwuczęściowa, wykonana w tombaku i lakierowana odznaka o wymiarach 43x43 mm ma kształt krzyża złożonego z granatowo-żółtych proporczyków. Na środku krzyża nałożony jest kwiat szarotki w kolorze białym. Na ramionach krzyża wpisano inicjały BSP. Obramowanie krzyża i litery są złocone. Szarotka mocowana do krzyża za pomocą nakrętki.
Wersje
- tombak, lakierowana, szarotka w aluminium, klejona, wykonana w Niemczech, wymiary: 53x53 mm[59]
- szarotka z blachy miedzianej, klejona[59]

Odznaka specjalna i barwy
W lipcu 1940 roku król Norwegii Haakon VII, nadał żołnierzom 1 Samodzielnej Brygady Podhalańskiej, za zasługi położone w walkach o wolność Norwegii, sznur jako odznakę pamiątkową. Na węźle sznura znajduje się tarcza z wyrytym godłem Norwegii. Sznur nosili żołnierze batalionu na lewym ramieniu.
Proporczyk granatowo-żółty:      
Znak na pojazdach: 